# Malsburg-Marzell
Malsburg-Marzell – gmina w Niemczech, w kraju związkowym Badenia-Wirtembergia, w rejencji Fryburg, w regionie Hochrhein-Bodensee, w powiecie Lörrach, wchodzi w skład wspólnoty administracyjnej Kandern. Leży nad rzeką Kander, na północny wschód od Kandern.